# Forcola telescopica

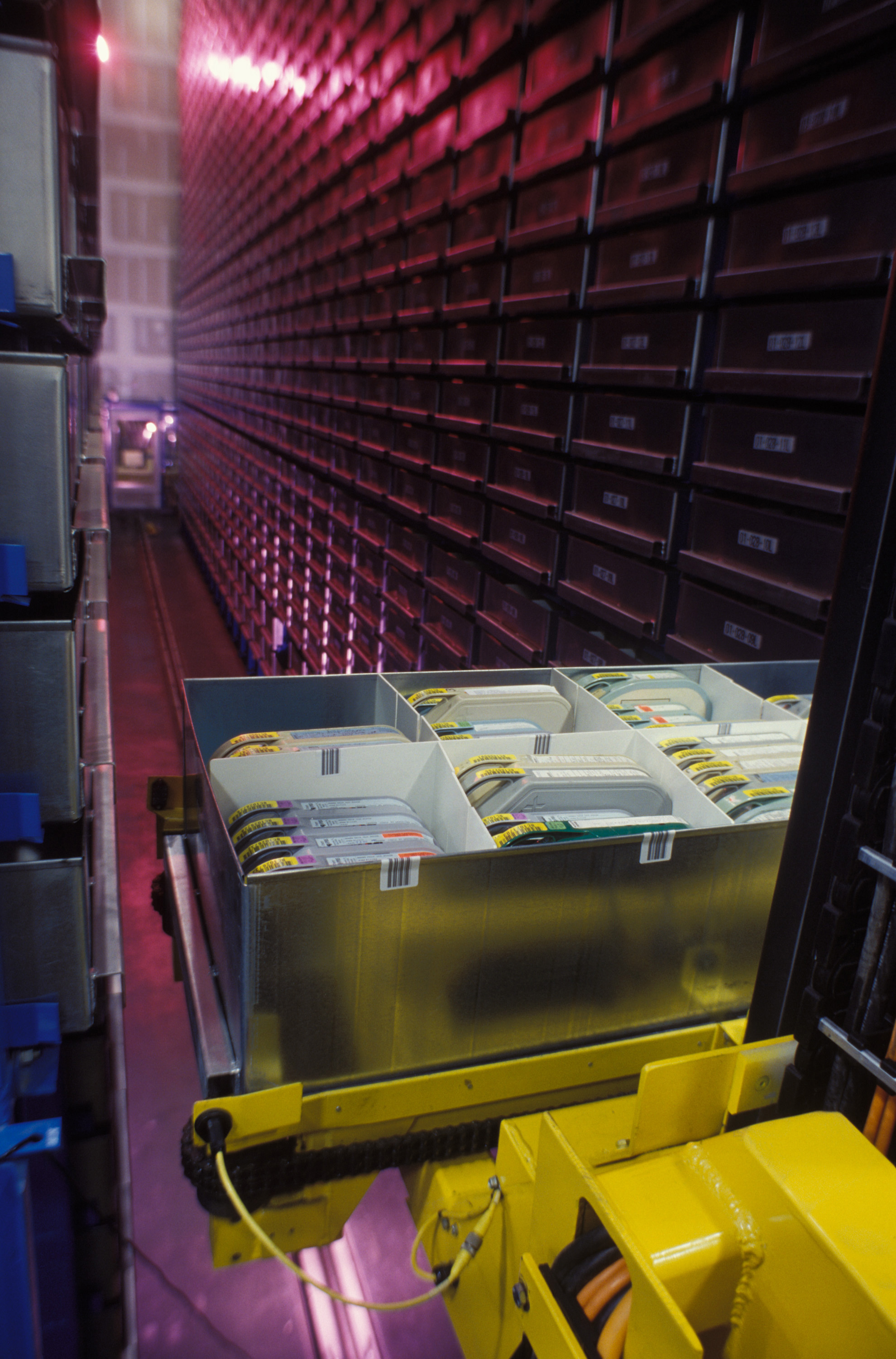
Esempio di forcola al lavoro

La forcola telescopica è un macchinario composto da un corpo fisso ed elementi sovrapposti che si muovono in modo telescopico bilaterale per la traslazione di carichi rispetto al centro.
Le forcole telescopiche trovano applicazione specialmente in magazzini automatici e automazione industriale. Nei magazzini automatici sono l'elemento che consente la traslazione sull'asse Z del trasloelevatore consentendo di prelevare carichi nelle celle della scaffalatura. Nell'automazione industriale le forcole telescopiche trovano svariate applicazioni come il cambio di linea di montaggio degli skid nel settore automotive.
Tipicamente vengono usate in coppia per dare stabilità al carico o in batterie di più forcole collegate fra loro da giunti cardanici. Vengono usate per sopportare carichi compresi tra 50 kg e 25000 kg.
Nella maggioranza dei casi le forcole telescopiche sono impiegate per la movimentazione di pallet. I pallet possono essere immagazzinati su scaffalature in prima o doppia profondità (da qui prendono il nome i tipi di forcole).

## Tipologie
- Forcole Telescopiche in semplice profondità: (2 elementi mobili rispetto al corpo fisso).

Le forcole telescopiche con 2 elementi mobili (sfilanti) possono prendere il nome di forcole telescopiche in semplice profondità per l'applicazione nei magazzini automatici con scaffalatura a stoccaggio in semplice profondità. La relazioni tipica tra corsa e lunghezza delle forcole (in posizione centrale) è di 1,2 ma dipendendo dalla applicazione può variare da 1 a 1,4.
- Forcole telescopiche in doppia profondità: (3 elementi mobili rispetto al corpo fisso).

Forcole telescopiche in doppia profondità dispongono generalmente di tre elementi mobili. Nel caso di tre elementi telescopici, il rapporto tra corsa totale dello sfilante superiore e lunghezza del corpo fisso raggiunge valori maggiori rispetto alle forcole con soli 2 elementi mobili o permette di movimentare carichi superiori a parità di profilo. Il rapporto tra corsa dello sfilante superiore e la lunghezza delle Forcole Telescopiche in posizione centrale può raggiungere 2,1.
- Forcole telescopiche in tripla profondità: (4 elementi mobili rispetto al corpo fisso).

Esistono applicazioni con quattro sfilanti per raggiungere corse elevate con una ridotta lunghezza di corpo fisso e sfilanti.

## Caratteristiche tecniche
- Funzionamento: il moto viene trasmesso dal motoriduttore al primo elemento mobile (sfilante); il secondo sfilante si muoverà a una velocità doppia rispetto al primo grazie a una serie di ingranaggi, catene o cinghie vincolati al corpo fisso. Nel caso di forcole telescopiche in doppia (o tripla) profondità si rinvia il moto al terzo (e quarto) sfilante. Gli sfilanti scorrono tra loro grazie a rotelle a cuscinetti e vengono guidate da pattini in poliuretano o bronzo.

- Prestazioni: La velocità e accelerazione più comuni nell'impiego di forcole telescopiche è di v=30 m/min e a=0,5 m/s² (ma possono raggiungere velocità di 90 m/min e accelerazioni di 1 m/s²) con carico, le velocità e accelerazioni sono maggiori a vuoto in modo da ridurre il tempo di ciclo.

- Sistemi con forcole: Le forcole telescopiche possono essere coadiuvate da elevatori ad eccentrici, trasportatori a catena, trasportatori a cinghia e sistemi per stabilizzare il carico.